# Pedres de Stora Hammars

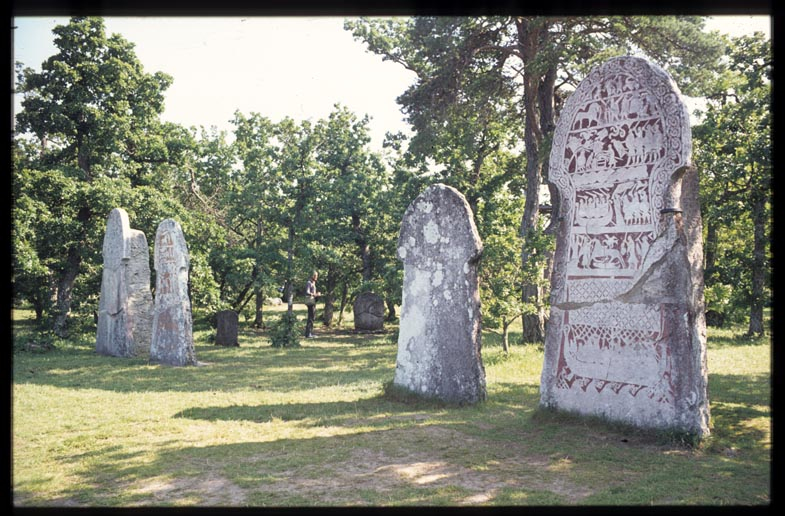
Pedres de Stora Hammars

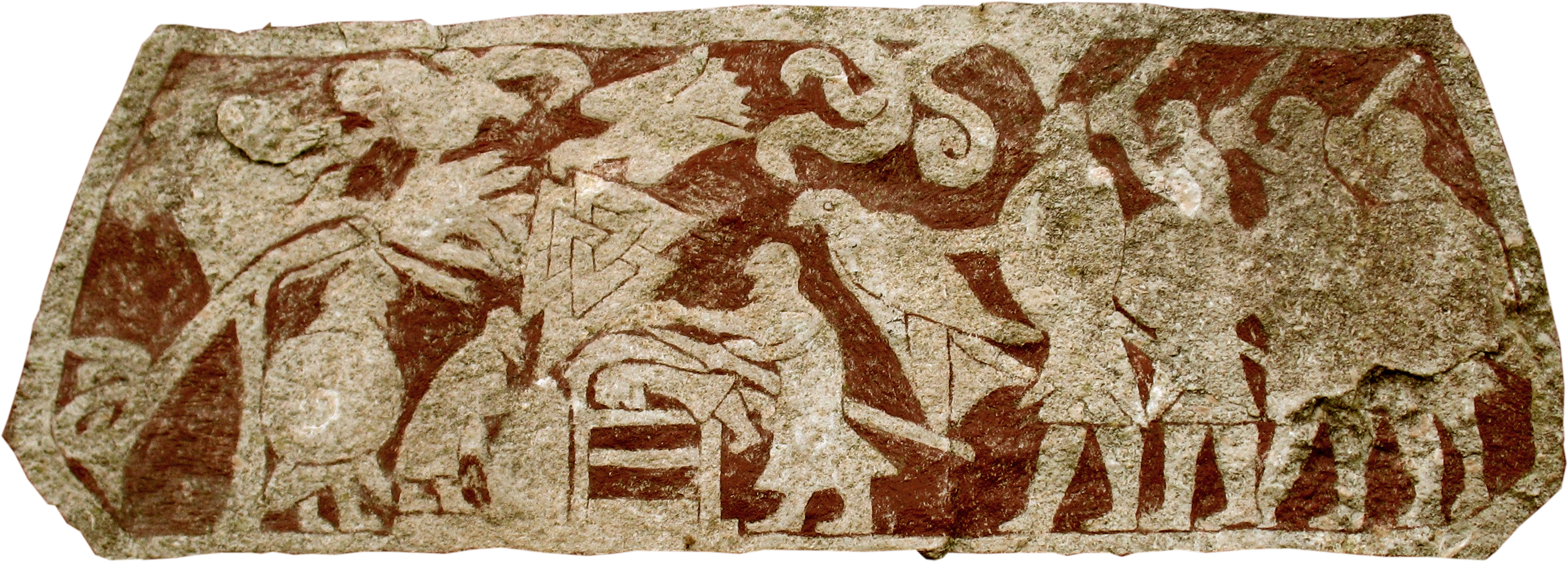
Detall de la pedra Stora Hammars I, amb un home postrat sobre el seu ventre i un altre utilitzant la seva arma a la seva esquena, un valknut, i dues àguiles, una de les quals és sostinguda per un home a la dreta

Les pedres de Stora Hammars són quatre pedres pintades de l'era dels vikings, que varen ser trobades a Stora Hammars, a la parròquia de Lärbro, a Gotland, Suècia.

## Descripció
Les quatre pedres presenten una forma fàl·lica, amb imatges pintades sobre la mort, mitologia i tradicions nòrdiques. Les combinacions d'aquest tipus de pintura amb aquesta simbologia eròtica no són rares, se'n troben en altres runes i esteles pintades de Gotland. Les imatges de les pedres Stora Hammars II i IV estan molt deteriorades i no es poden desxifrar.

### Stora Hammars I
La pedra mostra sis panells amb un fons mitològic, religiós i marcial, representant una dona entre dos homes, una escena de sacrifici amb un valknut sobre l'altar, una dona entre guerrers armats o una batalla. La presència de dones en dos dels panells ha estat interpretada com la il·lustració de la llegenda de Hildr. La pedra inclou una imatge d'un guerrer penjat d'un arbre amb un valknut, considerat símbol del culte a Odin, validant els informes en referència als sacrificis humans en el paganisme nòrdic.

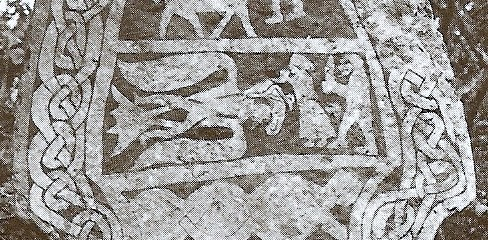
Detall de Stora Hammars III mostrant Odin en la seva forma d'àguila (atenció a la barba de l'àguila), Gunnlöð sostenint el licor de la poesia, i Suttungr

### Stora Hammars III
La imatge de la pedra Stora Hammars III té quatre panells, l'inferior mostra un vaixell amb guerrers. Un dels panells s'ha interpretat com a Odin en forma d'àguila sostenint el licor de la poesia, com descriu la secció 6 del segon capítol de l'Edda prosaica Skáldskaparmál. Gunnlöð i Suttungr es troben a la dreta de l'àguila. En un altre panell apareix un genet a cavall i una dona que el saluda, vestida amb un sobrevestit curt, que ha estat interpretada com la figura d'una valquíria.